# Bernhard von Wüllerstorf
Bernhard svobodný pán von Wüllerstorf-Urbair (německy Bernhard Aloys Freiherr von Wüllerstorf und Urbair) (29. ledna 1816 Terst – 10. srpna 1883 Bolzano), byl rakouský admirál, cestovatel a politik. U c. k. námořnictva sloužil od roku 1833 a zúčastnil se několika válek, později působil u vrchního velení námořnictva. V letech 1857–1859 vedl vědeckou výpravu kolem světa, díky tomu získal šlechtický titul barona a členství v řadě vědeckých institucí v několika evropských zemích. Jako velitel námořnictva se vyznamenal v dánsko-německé válce (1864). Nakonec v letech 1865–1867  zastával funkci rakouského ministra obchodu, z vlády odešel na protest proti jednáním o rakousko-uherském vyrovnání, k nimž nebyl přizván. Po rezignaci na post ministra byl penzionován v hodnosti viceadmirála (1867).

## Biografie
Pocházel ze starobylé rodiny původem z Moravy nobilitované v 17. století. Byl synem státního úředníka a guberniálního rady Karla von Wüllerstorf-Urbair (†1820). První vzdělání získal Bernhard na gymnáziích v Padově a Budíně, vojenskou průpravu získal na kadetní škole v Tullnu. Jako kadet byl původně přidělen ke 40. pěšímu pluku, ale v roce 1833 vstoupil k rakouskému válečnému námořnictvu. Sloužil v obchodní i civilní dopravě, sloužil na různých lodích v Jaderském moři a v roce 1839 získal hodnost praporčíka. Mezitím si doplnil vzděláni v oboru astronomie a v letech 1839–1845 vyučoval na námořní akademii v Benátkách, kde byl také ředitelem hvězdárny. V revolučním roce 1848 byl povýšen na poručíka a zúčastnil se blokády Benátek. Od roku 1851 působil na různých pozicích u vrchního velení námořnictva a postupoval v hodnostech (fregatní kapitán 1852, kapitán řadové lodi 1856). Ve správě námořnictva namísto dosud převládající italštiny prosazoval jako úřední jazyk němčinu. 

### Cesta kolem světa

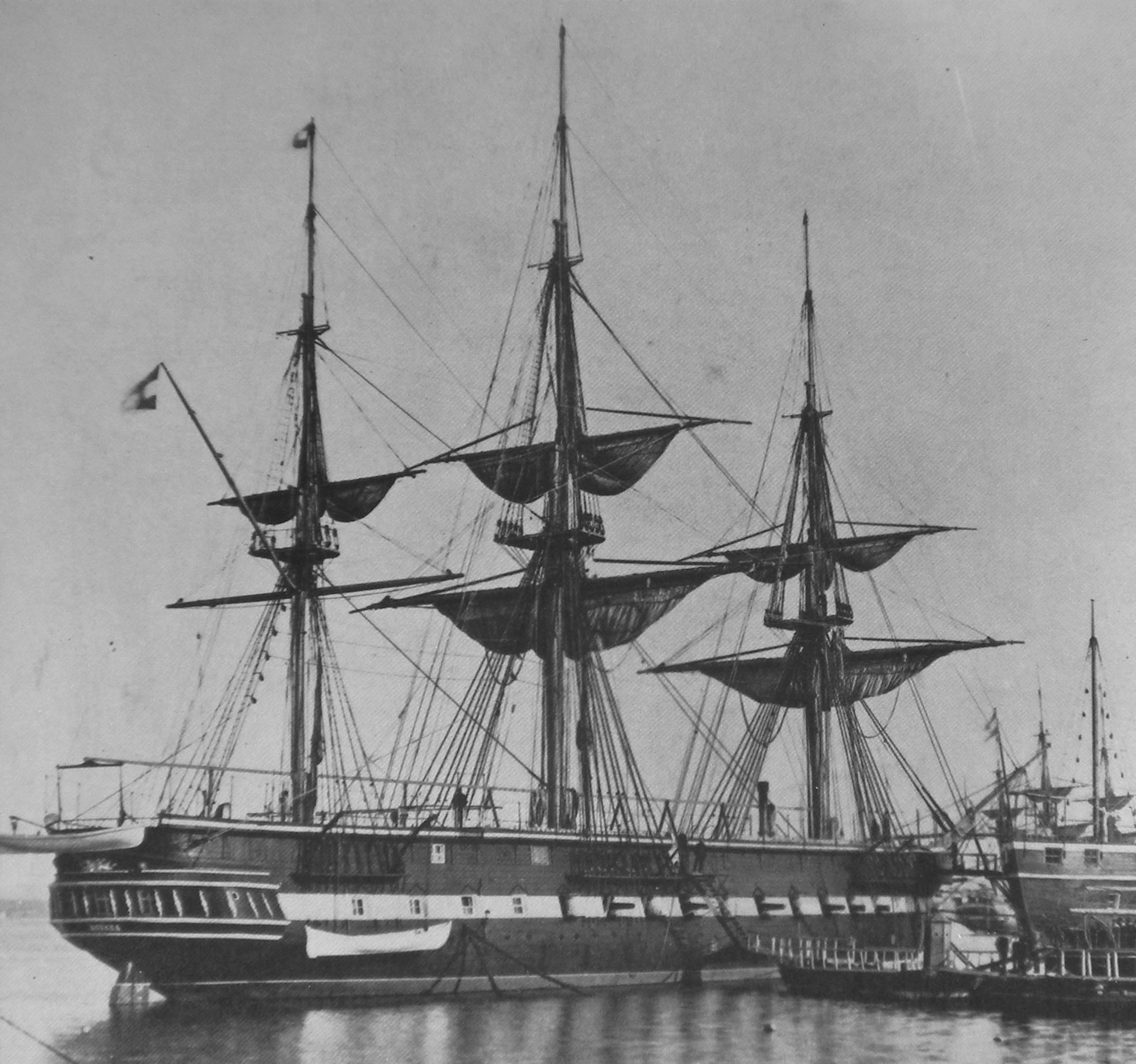
Fregata SMS Novara, vlajková loď Bernharda Wüllerstorfa na cestě kolem světa (1857–1859)

V roce 1856 byl pověřen vypracováním itineráře vědecké výpravy kolem světa, které nakonec sám velel. V letech 1857–1859 absolvoval dvouletou expedici na vlajkové lodi SMS Novara, která jako první plavidlo rakouského námořnictva vykonala cestu kolem světa. Na palubě lodi bylo několik vědců z různých oborů, sám Wüllerstorf prováděl meteorologické a hydrografické experimenty. Plavba začala 30. dubna 1857, přes Gibraltar a Madeiru zamířila do Ria, kde byla přijata brazilským císařem Pedrem II. Se zastávkou v Kapském Městě pokračovala výprava přes Indický oceán k břehům Cejlonu, dále do Singapuru, na Filipíny, do Šanghaje a Bangkoku. Přes Východočínské moře s přistáním na Šalamounovy ostrovy pokračovala expedice k břehům Austrálie, kde na přelomu let 1858–1859 kotvila v Sydney a Aucklandu. Přes Tichý oceán se expedice vydala k břehům jižní Ameriky (Valparaiso). Po vypuknutí války s Francií se loď SMS Novara obávala střetu s francouzským loďstvem, císař Napoleon II. jí ale poskytl ochranu, protože si byl vědom všeobecně prospěšných vědeckých poznatků Wüllerstorfovy výpravy. Expedice díky tomu pokračovala přes Galapágy, Montevideo, kolem Hornova mysu s dalšími přistáními v Buenos Aires. Přes Atlantský oceán se zastávkou na Gibraltaru výprava skončila 26. srpna 1859 v Terstu. 

### Velitel námořnictva a ministr obchodu
Po návratu z cesty po světě byl Wüllerstorf velitelem korvety SMS Schwarzenberg u břehů Sicílie (1860). K datu 23. března 1861 byl povýšen do hodnosti kontradmirála a jmenován velitelem eskadry. V roce 1862 absolvoval studijní pobyt v Německu, Švýcarsku, Belgii, Anglii, Francii a Nizozemí, kde měl za úkol prověřit možnosti propojení železniční dopravy s námořnictvem. V roce 1863 byl přeložen k oblastnímu námořnímu velitelství v Benátkách. V roce 1864 byl na vlajkové lodi SMS Kaiserin Elisabeth velitelem rakouského námořnictva během operací proti dánské flotile při dánsko-německé válce. Po tomto tažení pobýval ve stavu disponibility ve Štýrském Hradci (1864–1865).
Za vlády Richarda Belcrediho se stal ministrem obchodu Rakouského císařství. Ve funkci setrval i za následující vlády Ferdinanda von Beusta, která již působila v době implementace rakousko-uherského vyrovnání, nyní jako ministr obchodu Předlitavska. Funkci zastával od 23. září 1865 do 18. dubna 1867. Ve funkci ministra se zasloužil o rozvoj železniční sítě, na ministerstvu obchodu zřídil statistické oddělení a zahájil práce ke kartografickému zpracování pobřeží Jadranu. Cítil se dotčen, že nebyl přizván k jednáním o rakousko-uherském vyrovnání a na funkci ve vládě v dubnu 1867 rezignoval. Ještě ve funkci ministra obchodu byl k datu 4. ledna 1867 povýšen do hodnosti viceadmirála, v listopadu téhož roku byl převeden do stavu disponibility a ke dni 15. února 1869 penzionován. Od té doby žil v soukromí, vydal ale několik odborných publikací. 

## Rodina
Byl dvakrát ženatý. Poprvé se oženil v Benátkách v roce 1847 s Angličankou Annou O'Connor of Connaught (1824–1848), která zemřela při porodu rok po svatbě. Jeho druhou manželkou byla od roku 1861 hraběnka Leonie von Rothkirch-Panthen (1820–1901), dcera c. k. polního podmaršála hraběte Leonharda von Rothkirch-Panthen (1773–1842). Leonie byla od roku 1866 c. k. palácovou dámou. Z prvního manželství pocházel syn Karl Patrik (1848–1906), který ve službě u c. k. námořnictva dosáhl hodnosti kapitána řadové lodi. 

## Tituly a ocenění
Od narození užíval šlechtický titul rytíře, který jeho rodina získala již v roce 1627. V návaznosti na svou účast na cestě kolem světa byl v roce 1860 povýšen do stavu svobodných pánů (majestát vystaven císařem Františkem Josefem dne 13. února 1860). Ve funkci ministra obchodu obdržel titul c. k. tajného rady s nárokem na oslovení Excelence (1865). Po odchodu z vlády byl jmenován doživotním členem Panské sněmovny. Byl nositelem několika vyznamenání v Rakousku i v zahraničí, získal také čestné občanství v několika městech (Villach, Steyr, Rijeka, St. Veit an der Glan). V souvislosti s cestou kolem světa byl také členem Rakouské akademie věd a umění a C. k. zeměpisné společnosti ve Vídni, dále byl členem několika vědeckých institucí v dalších evropských zemích.

### Rakouské císařství
- Řád železné koruny III. třídy (1850)
- Služební odznak pro důstojníky III. třídy (1853)
- Řád železné koruny II. třídy (1859)
- Válečná pamětní medaile (1864)
- velkokříž Leopoldova řádu (1867)
- Válečná medaile (1873)

### Zahraničí
- komandér Řádu Františka I. (1860, Království Obojí Sicílie)
- velkokříž Řádu sv. Mořice a sv. Lazara (1867, Itálie)
- velkodůstojník Řádu čestné legie (1868, Francie)
- velkokříž Řádu Leopolda (1868, Belgie)